# シェイ・ギルジャス＝アレクサンダー
シェイボンテ・エイシャン・ギルジャス＝アレクサンダー（Shaivonte Aician Gilgeous-Alexander, 1998年7月12日 - ）は、カナダのオンタリオ州トロント出身のプロバスケットボール選手。NBAのオクラホマシティ・サンダーに所属している。ポジションはポイントガードまたはシューティングガード。愛称は名前の頭文字を合わせた「SGA」。

## 経歴

### カレッジ
トーマス・モア・カトリック・セカンダリースクールからサー・アラン・マクナブ・セカンダリースクールに転校。その後、バスケットボールのスキルアップのために、アメリカのテネシー州にあるハミルトンハイツ・クリスチャン・アカデミーに編入学した。2017年にはナイキ・フープサミットに世界選抜選手として招待された。高校卒業後はケンタッキー大学に進学し、ジョン・カリパリのもとで1年間プレーし、1年生ながら先発を務めた。NCAAトーナメントではベスト16でカンザス大学に敗北。大学時代のラストプレーは決勝点を狙うべくブザーと同時に放った3Pシュートの失敗だった。2018年のNBAドラフトにアーリーエントリーした。ケビン・ノックスやハミドゥ・ディアロは大学時代のチームメイトにあたる。

### ロサンゼルス・クリッパーズ
2018年のNBAドラフト全体11位でシャーロット・ホーネッツから指名を受け、直後にロサンゼルス・クリッパーズが全体12位で指名したマイルズ・ブリッジズのとのトレードで交渉権がクリッパーズへ移り、その後クリッパーズと契約した。

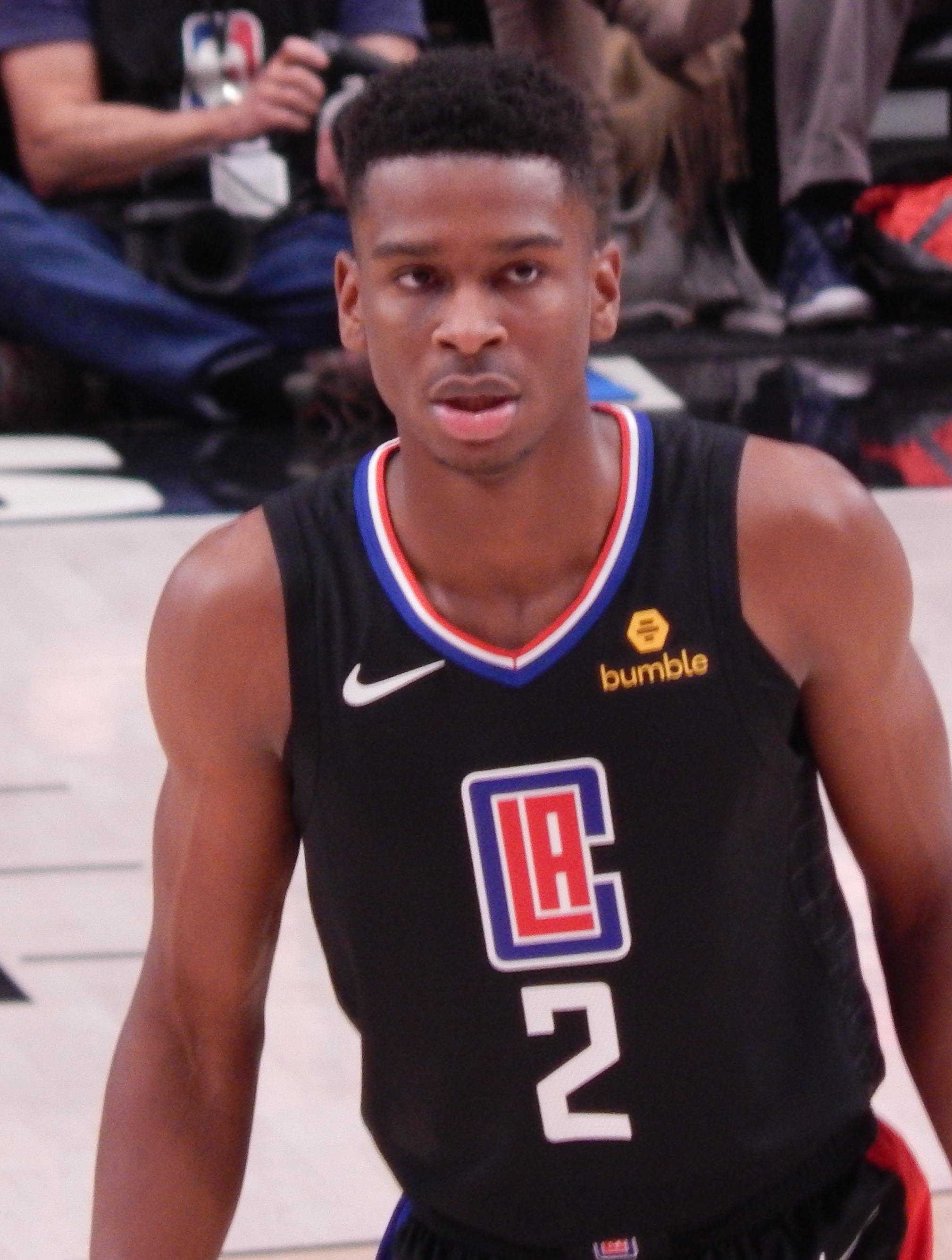
クリッパーズでのシェイ
（2018年）

1年目からレギュラーシーズン全試合に出場。スターターとして定着すると、平均26.5分のプレイで10.8得点、2.8リバウンド、3.3アシスト、1.2スティールを記録しオールルーキー2ndチームに選出された。プレーオフでも全試合で先発出場し、ルーキーながら2連覇中であったゴールデンステート・ウォリアーズ相手に結果を残した。

### オクラホマシティ・サンダー
2019年7月10日にポール・ジョージとのトレードで、ダニーロ・ガリナリ、複数のドラフト指名権と共にオクラホマシティ・サンダーへ移籍した。移籍後は同時期にトレードで加入したクリス・ポールに師事し才能が開花。2020年1月13日のミネソタ・ティンバーウルブズ戦でキャリアハイとなる20リバウンドを含む20得点、10アシストを記録して自身初となるトリプル・ダブルを達成し、チームは117-104で勝利した。なお、サンダーの選手が20–20–10トリプル・ダブルを達成したのは、ラッセル・ウェストブルックに次いで史上2人目であった。下馬評の低かったサンダーのウェスタン・カンファレンス上位進出に大きく貢献した。
2020-21シーズンは故障により35試合の出場に留まったが、自身初となる平均20得点以上を記録した。オフの2021年8月6日にサンダーと5年総額1億7200万ドルのマックス延長契約に合意した。
2022-23シーズン開幕後の第2週に3試合で平均31.7得点、5.3リバウンド、7.7アシストを記録し、週間最優秀選手に選出された。2022年11月16日のワシントン・ウィザーズ戦で決勝点となる3ポイントシュートを含むキャリアハイとなる42得点を記録し、チームは121-120で勝利した。12月19日のポートランド・トレイルブレイザーズ戦では決勝ブザービーターを含む35得点を記録し、123-121で勝利した。同月23日のニューオーリンズ・ペリカンズでキャリアハイを更新する44得点を記録したが、試合はオーバータイムの末に126-128で惜敗した。活躍が評価され、2023年2月2日に初のNBAオールスターゲームに選出された。同月10日のポートランド・トレイルブレイザーズ戦では19本放ったシュートのうち18本を成功させて44得点を記録し、チームは138-129で勝利した。なお、サンダーの選手がフィールドゴール成功率80%以上で40得点以上を記録したのは史上初であった。シーズンでは68試合に出場して平均31.4得点、4.8アシスト、5.5アシストを記録。サンダーの選手ではケビン・デュラント、ラッセル・ウェストブルックに次ぎ史上3人目となるシーズン平均30得点以上を達成した。また、ガードの選手ではマイケル・ジョーダンに次いでNBA史上2人目となる平均30得点以上・4リバウンド以上・4アシスト以上・1スティール以上・1ブロック以上・フィールドゴール成功率50%以上を同時に達成した選手となり、ジョーダンを抜いてNBA史上最年少でフィールドゴール成功率50%以上、シーズン平均30得点以上を記録した選手となった。シーズン終了後のMVP投票では5位にランクインし、初のオールNBAファーストチームに選出された。
2023-24シーズン、2023年11月14日のサンアントニオ・スパーズ戦で28得点、キャリアハイとなる7スティールを記録し、試合は123-87で勝利。5試合連続で25得点以上、フィールドゴール成功率55%以上を記録した。12月16日のデンバー・ナゲッツ戦では決勝点となるジャンプシュートを含む25得点を記録し、118-117で勝利した。2024年1月25日、2年連続となるオールスターゲームに選出され、初のスターターを務めることになった。3月12日のインディアナ・ペイサーズ戦で30得点、10リバウンド、5アシストを記録したが、試合は111-121で敗れた。この試合で、30得点以上を記録した試合がシーズン48回目となり、ケビン・デュラントを抜きサンダーの球団記録を更新した。シーズンでは75試合に出場して平均30.1得点、5.5リバウンド、6.2アシストを記録。MVP投票では2位となり、2年連続でオールNBAファーストチームに選出された。また、チームは57勝を記録し、2013年以来となる第1シードでのプレーオフ出場を果たした。プレーオフでは1回戦でペリカンズに4勝0敗で勝利。ダラス・マーベリックスとのカンファレンスセミファイルでは2勝3敗と追い込まれた第6戦で36得点、8アシスト、2ブロック、ターンオーバーなしと奮闘したが、試合は116-117で惜しくも敗れ、シリーズ敗退となった。
2024-25シーズン、11月11日のロサンゼルス・クリッパーズ戦で45得点、9リバウンド、9アシスト、5スティール、2ブロックを記録し、チームは134-128で勝利した。12月にはチームを12勝1敗という好成績へ導き、月間平均33.3得点（リーグ1位）、フィールドゴール成功率56.3%、5.8リバウンド、5.2アシスト、2.5スティール、1.2ブロックを記録。2カ月連続でウェスタン・カンファレンス月間最優秀選手に選出された。 2025年1月5日のボストン・セルティックス戦で33得点、11リバウンド、6アシスト、3スティール、2ブロックを記録し、チームは105-92で勝利した。これによりチームは15連勝を記録し、シアトル時代も含めたフランチャイズ記録を更新した。同月22日のユタ・ジャズ戦でキャリアハイを更新する54得点を含む8リバウンド、5アシスト、3スティール、2ブロックを記録し、チームは123-114で勝利した。3日後に自身3度目となるオールスターゲームにスターターとして選出された。同月29日のゴールデンステート・ウォリアーズ戦で52得点を記録したが、チームは109-116で敗れた。2月5日のフェニックス・サンズ戦で50得点、8リバウンド、5アシスト、2スティール、1ブロックを記録し、チームは140-109で勝利した。なお、直近7試合で50得点以上を3度記録したのは、NBA史上9人目であった。自身初の得点王となり、シーズンMVPを受賞した。
2024-25のNBAファイナル、対戦相手は同じ悲願の初優勝を狙うイースタンカンファレンス第5シードのインディアナ・ペイサーズと戦うことになる。自身初のNBAファイナル最初の2試合で72得点を記録している。これは2001年のアレン・アイバーソンが記録した71得点を上回り、NBAファイナルデビューからの2試合の得点記録での歴代最多となったのだ。サンダーのホームで行われた第5戦で31得点を記録し、チームを勝利に導いた。それと同時に今シーズンプレイオフで通算15回目となる30得点以上を記録した。同一シーズンのプレイオフの15試合超で30得点以上を記録したのは、1992年のマイケル・ジョーダン、1995年のアキーム・オラジュワン、2009年のコービー・ブライアントに続き、歴代4人目の記録だった。

## 代表歴

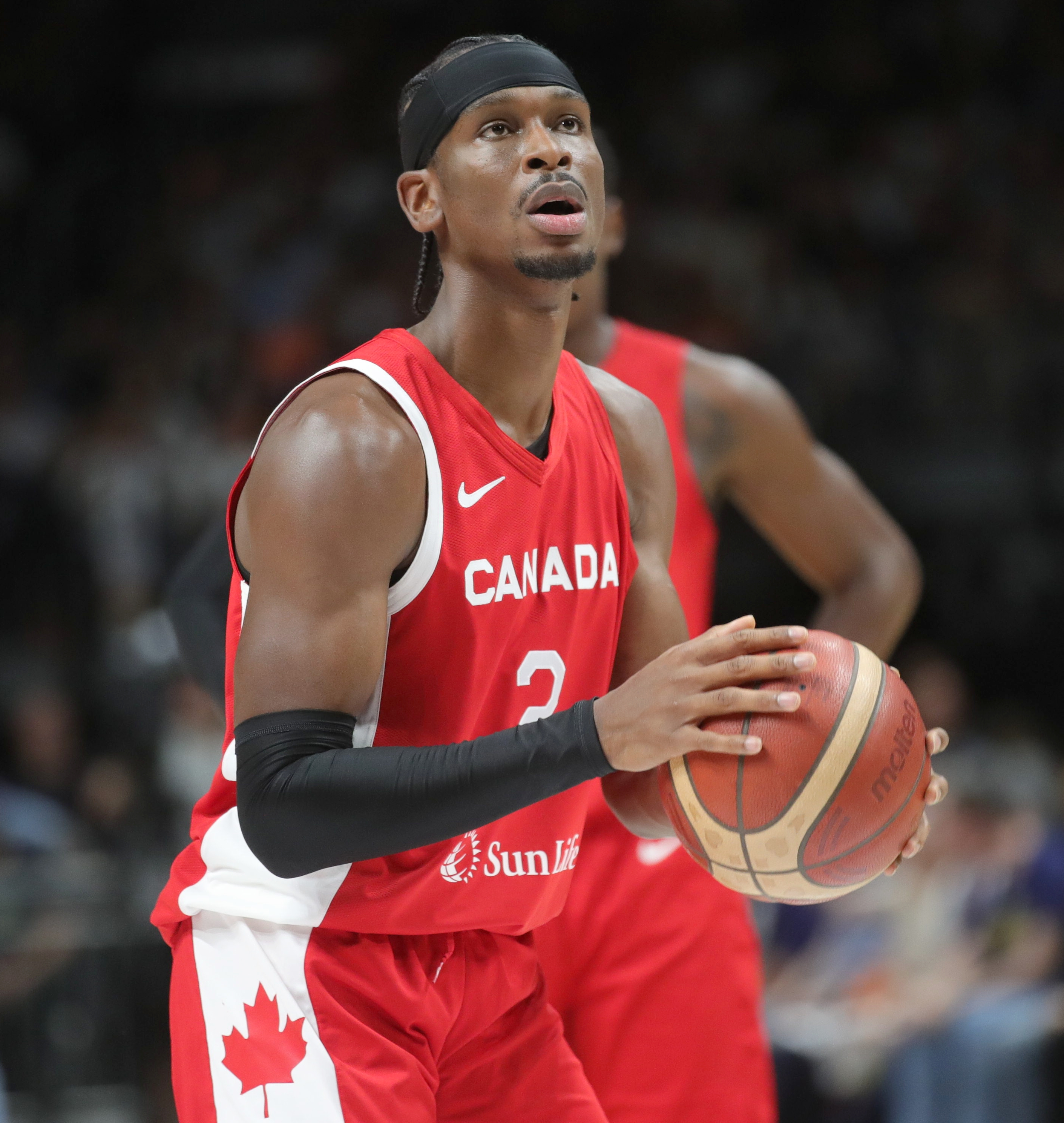
カナダ代表でのシェイ（2023年）

2023年のFIBAワールドカップにカナダ代表で出場した。同大会ではエースとして活躍し、決勝トーナメントに進出。2024年のパリオリンピックへの出場を確定させた。また、3位決定戦でアメリカ合衆国に勝利し、カナダ代表は1936年のベルリンオリンピック以来となる国際大会でのメダル獲得となった。活躍が評価され、ワールドカップのオールトーナメントチームに選出された。ワールドカップとNBAでの活躍が評価され、同年のカナダにおける最優秀スポーツ選手に贈られるノーザンスター賞を受賞した。
2024年のパリオリンピックにカナダ代表で出場。予選リーグを無敗で突破したが、決勝トーナメント初戦でフランスに敗れた。大会平均で21得点、4.3リバウンド、4アシストを記録し、オールトーナメントセカンドチームに選出された。

## 個人成績

### NBA

#### レギュラーシーズン
| シーズン     | チーム       | GP  | GS  | MPG  | FG%  | 3P%  | FT%  | RPG | APG | SPG | BPG | PPG  |
| ------------ | ------------ | --- | --- | ---- | ---- | ---- | ---- | --- | --- | --- | --- | ---- |
| 2018–19      | LAC          | 82  | 73  | 26.5 | .476 | .367 | .800 | 2.8 | 3.3 | 1.2 | .5  | 10.8 |
| 2019–20      | OKC          | 70  | 70  | 34.7 | .471 | .347 | .807 | 5.9 | 3.3 | 1.1 | .7  | 19.0 |
| 2020–21      | OKC          | 35  | 35  | 33.7 | .508 | .418 | .808 | 4.7 | 5.9 | .8  | .7  | 23.7 |
| 2021–22      | OKC          | 56  | 56  | 34.7 | .453 | .300 | .810 | 5.0 | 5.9 | 1.3 | .8  | 24.5 |
| 2022–23      | OKC          | 68  | 68  | 35.5 | .510 | .345 | .905 | 4.8 | 5.5 | 1.6 | 1.0 | 31.4 |
| 2023–24      | OKC          | 75  | 75  | 34.0 | .535 | .353 | .874 | 5.5 | 6.2 | 2.0 | .9  | 30.1 |
| 2024–25      | OKC          | 76  | 76  | 34.2 | .519 | .375 | .898 | 5.0 | 6.4 | 1.7 | 1.0 | 32.7 |
| 通算         | 通算         | 462 | 453 | 33.1 | .501 | .355 | .862 | 4.8 | 5.1 | 1.4 | .8  | 24.4 |
| オールスター | オールスター | 3   | 2   | 16.9 | .733 | .688 | .500 | 3.0 | 4.7 | .3  | .3  | 18.7 |

#### プレーイン
| シーズン | チーム | GP | GS | MPG  | FG%  | 3P%  | FT%   | RPG | APG | SPG | BPG | PPG  |
| -------- | ------ | -- | -- | ---- | ---- | ---- | ----- | --- | --- | --- | --- | ---- |
| 2023     | OKC    | 2  | 2  | 38.7 | .390 | .333 | 1.000 | 6.0 | 3.0 | 2.0 | 2.0 | 27.0 |
| 通算     | 通算   | 2  | 2  | 38.7 | .390 | .333 | 1.000 | 6.0 | 3.0 | 2.0 | 2.0 | 27.0 |

#### プレーオフ
| シーズン | チーム | GP | GS | MPG  | FG%  | 3P%  | FT%  | RPG | APG | SPG | BPG | PPG  |
| -------- | ------ | -- | -- | ---- | ---- | ---- | ---- | --- | --- | --- | --- | ---- |
| 2019     | LAC    | 6  | 6  | 28.8 | .467 | .500 | .850 | 2.7 | 3.2 | 1.0 | .8  | 13.7 |
| 2020     | OKC    | 7  | 7  | 39.9 | .433 | .400 | .957 | 5.3 | 4.1 | 1.0 | .4  | 16.3 |
| 2024     | OKC    | 10 | 10 | 39.9 | .496 | .432 | .790 | 7.2 | 6.4 | 1.3 | 1.7 | 30.2 |
| 2025     | OKC    | 23 | 23 | 37.0 | .462 | .283 | .876 | 5.3 | 6.5 | 1.7 | .9  | 29.9 |
| 通算     | 通算   | 46 | 46 | 37.0 | .468 | .350 | .859 | 5.4 | 5.7 | 1.4 | 1.0 | 25.8 |

### カレッジ
| シーズン | チーム       | GP | GS | MPG  | FG%  | 3P%  | FT%  | RPG | APG | SPG | BPG | PPG  |
| -------- | ------------ | -- | -- | ---- | ---- | ---- | ---- | --- | --- | --- | --- | ---- |
| 2017–18  | ケンタッキー | 37 | 24 | 33.7 | .485 | .404 | .817 | 4.1 | 5.1 | 1.6 | .5  | 14.4 |

## 家族
母親のチャーミン・ギルジャスは1992年バルセロナオリンピックにアンティグア・バーブーダ代表として陸上400m走に出場した元トラックスターである。
ミネソタ・ティンバーウルブズに所属するニキール・アレクサンダー＝ウォーカーは従兄弟にあたる。